# 萩原竜夫
萩原 竜夫（はぎわら たつお、1916年7月18日 - 1985年6月19日）は、日本の民俗学者、日本史研究者。

## 経歴
東京市深川区門前仲町生まれ。幼時受洗。1941年、東京文理科大学文学部国史学科卒業。1942年、国民精神文化研究所嘱託。1949年、東京学芸大学助教授を経て、1967年、明治大学文学部教授。
1962年、博士論文「中世祭祀組織の研究」により、東京教育大学から文学博士の学位を授与される。

## 著書
- 郷土の風習 世界社 1948 (社会科の友叢書)
- 中世祭祀組織の研究 吉川弘文館 1962
- 祭り風土記 近代思想社 1965 (現代教養文庫)
- 神々と村落 歴史学と民俗学との接点 弘文堂 1978.6
- 巫女と仏教史 熊野比丘尼の使命と展開 吉川弘文館 1983.6 (明治大学人文科学研究所叢書)
- 中世東国武士団と宗教文化 岩田書院 2007.1 (中世史研究叢書)

## 共編著・校註
- 年中行事 和歌森太郎共著 三省堂出版 1949 (社会科叢書)
- 北条史料集 戦国史料叢書 人物往来社 1966
- 落穂集 大道寺友山 水江漣子と校注 人物往来社 1967 (江戸史料叢書)
- 新編武州古文書 上 杉山博共編 角川書店 1975
- 日本思想大系 20 寺社縁起 桜井徳太郎・宮田登と校注 岩波書店 1975
- 江戸氏の研究 編 名著出版 1977.7 (関東武士研究叢書
- 板橋区の歴史 伊藤専成共著 名著出版 1979.5 (東京ふる里文庫)
- 日本庶民生活史料集成 第23巻 年中行事 山路興造共編 三一書房 1981.6
- 日本の聖域 第4巻 神宮と伊勢路 土田ヒロミ共著 佼成出版社 1982.7
- 伊勢信仰 1  古代・中世 雄山閣出版 1985.9 民衆宗教史叢書
- 仏教民俗学大系 2 聖と民衆 真野俊和共編 名著出版 1986.11